# Anumeta sabulosa
Anumeta sabulosa is een vlinder uit de familie spinneruilen (Erebidae). De wetenschappelijke naam is voor het eerst geldig gepubliceerd in 1913 door Rothschild.
De soort komt voor in tropisch Afrika.